# Kamimuria azunensis
Kamimuria azunensis és una espècie d'insecte pertanyent a la família dels pèrlids que es troba a Indoxina.